# 부산 e스포츠 경기장
부산 e스포츠 경기장(Busan E-Sports Arena)은 대한민국 부산광역시 부산진구에 위치한 e스포츠 경기장이다. 애칭은 브레나(BRENA)이다.

## 시설
- 주경기장
- 제1보조경기장 (블루 스페이스)
- 제2보조경기장 (옐로우 스페이스)

## 대회
- 지스타컵 2020
- 2022년 아시안 게임 e스포츠 하스스톤 가대표 선발전
- 미드 시즌 인비테이셔널 2022

## 같이 보기
- E스포츠
- 대한민국의 e스포츠 경기장 목록